# Юкич, Мирна
Мирна Юкич (хорв. Mirna Jukić; род. 9 апреля 1986, Нови-Сад, Югославия) — австрийская пловчиха хорватского происхождения, бронзовая призёрка Олимпийских игр. Трёхкратная бронзовая призёрка чемпионатов мира (дважды в 50-метровом бассейне и единожды на короткой воде), многократная победительница чемпионатов Европы в коротком и длинном бассейнах.

## Семья
Юкич родилась в городе Нови-Саде (ныне Сербия) и выросла в хорватском Вуковаре. В ноябре 1991 года семья переехала в Загреб, и Мирна начала тренироваться с отцом в спортивном клубе «Младост» в 1996 году. Её младший брат Динко Юкич также являлся пловцом международного уровня. Осенью 1999 Юкичи переехали в Вену, в том же году Мирна приобрела австрийское гражданство.

## Карьера
На Олимпиаде в Пекине в 2008 году заняла третье место, выиграв бронзовую медаль, на дистанции 100 метров брассом с результатом 1.07,34. Она также участвовала в заплыве на 200 метров брассом. На чемпионате мира год спустя выиграла бронзу на двухсотметровой дистанции.